# 喬治歐·托卡洛斯
喬治歐·托卡洛斯（/ˈsuːkələs/，1978年3月14日—）是出生於瑞士的作家、幽浮學家、電視節目主持人和製片人，因電視節目《遠古外星人》而知名。他還是《傳奇時報》雜誌（Legendary Times Magazine）的聯合創始人和發行人。

## 生平
托卡洛斯出生於瑞士盧塞恩，具有希臘和奧地利血統。他在紐約州的伊薩卡學院獲得了傳播學學士學位。
他曾經出現在旅遊頻道、歷史頻道、Syfy、國家地理頻道和《Coast to Coast AM》等節目中，並且擔任《遠古外星人》的諮詢製片人，2014年首播的節目《尋找外星人》的主持人。

## 外部連結
- 喬治歐·托卡洛斯的X（前Twitter）
- 喬治歐·托卡洛斯在互联网电影资料库（IMDb）上的資料（英文）